# Agnières
Agnières település Franciaországban, Pas-de-Calais megyében. Lakosainak száma 255 fő (2022. január 1.). Agnières Cambligneul, Villers-Châtel, Aubigny-en-Artois, Camblain-l’Abbé, Capelle-Fermont és Hermaville községekkel határos.

## Népesség
A település népességének változása:
| Lakosok száma | 249  | 248  | 251  | 249  | 248  | 255  | 255  | 255  | 255  |
|               | 2013 | 2015 | 2016 | 2017 | 2018 | 2019 | 2020 | 2021 | 2022 |